# Панахида (оповідання)
«Панахида» (рос. Панихида) — оповідання А. П. Чехова, вперше опубліковане у 1886 році.

## Історія публікації й критика
Оповідання був вперше опубліковане в газеті "Новий час № 3581 15 лютого 1886 року в розділі «Суботники» з підписом: Ан. Чехов.
З невеликими змінами його було видано у 1887 році в газеті «В сутінках». З незначними змінами твір був включений автором у третій том зібрання його творів, виданих Адольфом Марксом у 1899—1901 роках.
За життя Чехова оповідання перекладалося угорською, німецькою, румунською, сербськохорватською і фінською мовами.
Чехов, для якого це була перша публікація у «Новому часі», раніше підписувався своїм звичайним псевдонімом А. Чехонте. 27 (14 за старим стилем) лютого він отримав телеграму з газети з проханням опублікувати оповідання зі справжнім ім'ям автора. А. С. Лазарєв-Грузинський писав у своїх мемуарах: «Чехов дав дозвіл, але пошкодував про це, тому що він збирався публікувати дещо в медичних журналах і тримав своє справжнє прізвище для серйозних статей».
Відповідаючи на лист Суворіна, Чехов написав 6 березня (21 лютого за ст. стилем): «Дякую вам за втішний відгук про мої роботи і за швидке видання оповідання „…“ Вашу думка щодо викинутого кінця мого оповідання я поділяю і дякую за корисну вказівку. Працюю я вже шість років, але Ви перший, який не переймалися вказівкою і мотивуванням».
Рукопис оповідання було загублено, збереглася версія, надрукована в «Новому часі».

## Сюжет
Крамар Андрій Андрійович зайшов у місцеву сільську церкву Одигітріевскої божої матері помолитися за новопреставленную дочку Марію. Там його покартав священник за написання у поминальній записці слова «блудниця». Дочка крамаря була відомою актрисою, і батько не розумів, чому священнослужитель лає його за використане слово. Молитви пробудили у Андрія Андрійовича спогади про свою красиву, чутливу й розумну дочку, але оскільки вона була «актрисою», то за його розуміння використане слово було цілком доречним.
За це слово його засудив навіть диякон: «Накласти на тебе епітимію, так перестав би чванитися! Твоя дочка відома артистка була. Про її кончину навіть в газетах друкували… філозоф!».